# Roland Gift

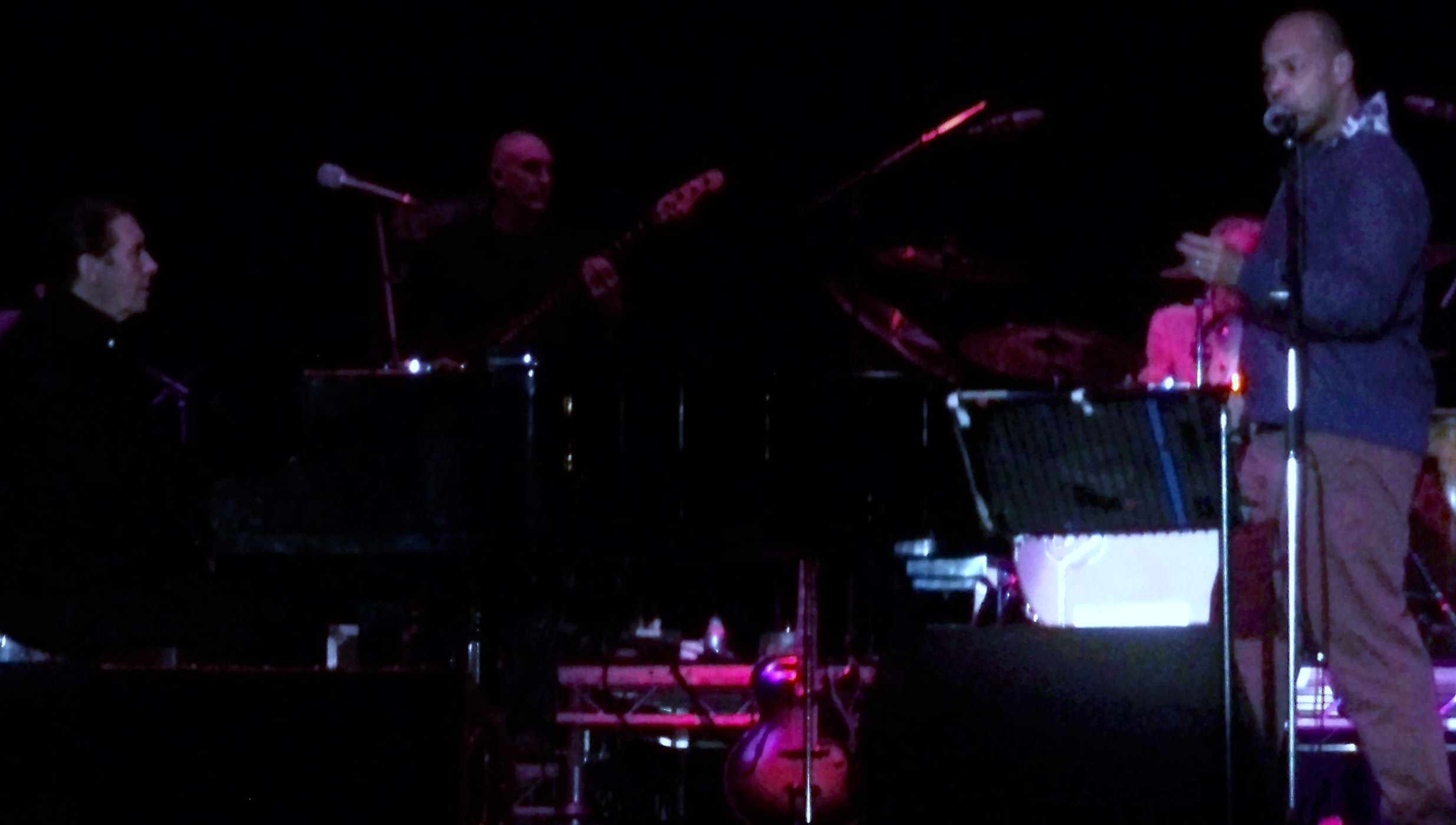
Roland Gift (2012)

Roland Lee Gift (ur. 28 maja 1961) – brytyjski muzyk i aktor ghańskiego pochodzenia. Współzałożyciel i lider popularnego w latach 80. zespołu Fine Young Cannibals.